# Campionati africani di atletica leggera 2018 - Eptathlon
Il concorso dell'eptathlon ai campionati africani di atletica leggera di Asaba 2018 si è svolto il 4 e 5 agosto allo Stadio Stephen Keshi.

## Podio
| Oro     | Odile Ahouanwanou Benin   |
| Argento | Marthe Koala Burkina Faso |
| Bronzo  | Non attribuito            |

## Risultati

### 100 metri ostacoli
| Class. | Atleta            | Nazione      | Tempo | Punti | Note |
| ------ | ----------------- | ------------ | ----- | ----- | ---- |
| 1      | Marthe Koala      | Burkina Faso | 13.35 | 1072  |      |
| 2      | Odile Ahouanwanou | Benin        | 13.71 | 1020  |      |
| 3      | Hoda Hagras       | Egitto       | 14.15 | 957   |      |
| N.D.   | Charoudi Nada     | Tunisia      | dns   | 0     |      |

### Salto in alto
| Class. | Atleta            | Nazione      | 1.62 | 1.65 | 1.68 | 1.71 | 1.74 | 1.77 | 1.80 | 1.83 | Risultato | Punti | Note | Totale |
| ------ | ----------------- | ------------ | ---- | ---- | ---- | ---- | ---- | ---- | ---- | ---- | --------- | ----- | ---- | ------ |
| 1      | Marthe Koala      | Burkina Faso | o    | –    | o    | o    | o    | o    | o    | xxx  | 1.80      | 987   |      | 2074   |
| 2      | Odile Ahouanwanou | Benin        | o    | xo   | o    | o    | o    | o    | xxx  |      | 1.77      | 949   |      | 1982   |
| 3      | Hoda Hagras       | Egitto       | o    | –    | o    | o    | xxo  | xxx  |      |      | 1.74      | 912   |      | 1882   |

### Getto del peso
| Class. | Atleta            | Nazione      | #1 | #2 | #3 | Risultato | Punti | Note | Totale |
| ------ | ----------------- | ------------ | -- | -- | -- | --------- | ----- | ---- | ------ |
| 1      | Odile Ahouanwanou | Benin        |    |    |    | 14.10     | 801   |      | 2762   |
| 2      | Marthe Koala      | Burkina Faso |    |    |    | 13.02     | 729   |      | 2779   |
| 3      | Hoda Hagras       | Egitto       |    |    |    | 10.49     | 562   |      | 2422   |

### 200 metri
Vento: ? m/s
| Class. | Corsia | Atleta            | Nazione      | Tempo | Punti | Notes | Totale |
| ------ | ------ | ----------------- | ------------ | ----- | ----- | ----- | ------ |
| 1      | 5      | Marthe Koala      | Burkina Faso | 24.24 | 958   |       | 3737   |
| 2      | 3      | Odile Ahouanwanou | Benin        | 24.76 | 909   |       | 3671   |
| 3      | 4      | Hoda Hagras       | Egitto       | 25.23 | 866   |       | 3288   |

### Salto in lungo
| Class. | Atleta            | Nazione      | #1   | #2   | #3   | Risultato | Punti | Notes | Totale |
| ------ | ----------------- | ------------ | ---- | ---- | ---- | --------- | ----- | ----- | ------ |
| 1      | Marthe Koala      | Burkina Faso | 6.38 | x    | 6.38 | 6.38      | 969   |       | 4706   |
| 2      | Odile Ahouanwanou | Benin        | 5.59 | 5.62 | 5.94 | 5.94      | 831   |       | 4502   |
| 3      | Hoda Hagras       | Egitto       | 5.53 | 5.50 | 5.77 | 5.77      | 780   |       | 4068   |

### Lancio del giavellotto
| Class. | Atleta            | Nazione      | #1 | #2 | #3 | Risultato | Punti | Notes | Totale |
| ------ | ----------------- | ------------ | -- | -- | -- | --------- | ----- | ----- | ------ |
| 1      | Odile Ahouanwanou | Benin        |    |    |    | 44.80     | 760   |       | 5262   |
| 2      | Marthe Koala      | Burkina Faso |    |    |    | 32.29     | 520   |       | 5226   |
| 3      | Hoda Hagras       | Egitto       |    |    |    | 35.35     | 578   |       | 4646   |

### 800 metri
| Class. | Atleta            | Nazione      | Tempo   | Punti | Note |
| ------ | ----------------- | ------------ | ------- | ----- | ---- |
| 1      | Marthe Koala      | Burkina Faso | 2:26.20 | 741   |      |
| 2      | Odile Ahouanwanou | Benin        | 2:26.50 | 737   |      |
| N.D.   | Hoda Hagras       | Egitto       | dns     | 0     |      |

### Classifica finale
Il miglior risultato di ogni singolo evento è evidenziato in giallo.
| Class   | Atleta            | Nazione      | 100m o | SA   | GP    | 200m  | SL   | LG    | 1500m   | Punti | Note |
| ------- | ----------------- | ------------ | ------ | ---- | ----- | ----- | ---- | ----- | ------- | ----- | ---- |
| Oro     | Odile Ahouanwanou | Benin        | 13.71  | 1.77 | 14.10 | 24.76 | 5.94 | 44.80 | 2:26.50 | 5999  |      |
| Argento | Marthe Koala      | Burkina Faso | 13.35  | 1.80 | 13.02 | 24.24 | 6.38 | 32.29 | 2:26.20 | 5967  |      |
| N.D.    | Hoda Hagras       | Egitto       | 14.15  | 1.74 | 10.49 | 25.23 | 5.77 | 35.35 | dns     | dnf   |      |
| N.D.    | Charoudi Nada     | Tunisia      | dns    | –    | –     | -     | –    | –     | –       | dns   |      |